# Mistrzostwa Ukrainy w piłce nożnej mężczyzn
Mistrzostwa Ukrainy w piłce nożnej (ukr. Чемпіонат України з футболу, Czempionat Ukrajiny z futbołu) – rozgrywki piłkarskie, prowadzone cyklicznie – corocznie lub co sezonowo (na przełomie dwóch lat kalendarzowych) – mające na celu wyłonienie najlepszej męskiej drużyny na Ukrainie.

## Historia
Mistrzostwa Ukrainy w piłce nożnej oficjalnie rozgrywane są od 1992 roku, dopiero po odzyskaniu niepodległości. Obecnie rozgrywki odbywają się w wielopoziomowych ligach: Premier Liha, Persza Liha, Druha Liha oraz niższych klasach regionalnych. Do 2008 roku Premier Liha nazywała się Wyszcza Liha.
Pod koniec XIX wieku terytorium dzisiejszej Ukrainy znajdował się pod zaborami Imperium Rosyjskiego oraz Austro-Węgier (Zachodnia Ukraina). W 1894 roku we Lwowie powstał pierwszy klub piłkarski na Ukrainie (sekcja piłkarska PTG „Sokół” założonego 7 lutego 1867), potem następne. Były to kluby polskie, angielskie, niemieckie, żydowskie. Dopiero w maju 1904 roku z inicjatywy ukraińskich uczniów Pierwszego Gimnazjum Akademicznego we Lwowie zorganizowano klub o nazwie "Ukraińskie Sportowe Koło" (ukr. UCK), na bazie którego w 1911 roku zostało założone Sportowe Towarzystwo "Ukraina" (ukr. СТ «Україна» Львів).
Po rewolucji październikowej 1917 w Rosji, I wojnie światowej, wojnie polsko-ukraińskiej i wojnie polsko-bolszewickiej Galicja Wschodnia i zachodni Wołyń znalazły się w II Rzeczypospolitej, Ruś Zakarpacka weszła w skład Czechosłowacji, Besarabia i Bukowina – Rumunii. Większość terytorium dzisiejszej Ukrainy po trwającej w latach 1917–1921 wojnie znalazła się pod władzą sowiecką jako Ukraińska Socjalistyczna Republika Radziecka (utworzona 30 listopada 1918), od 30 grudnia 1922 w składzie ZSRR.
Pierwszym ukraińskim klubem na terenie Ukraińskiej SRR został założony w 1918 BRIT (Brianski Robotniczy Industrialny Technikum), który pojawił się w fabryce Pietrowskiego w Jekaterynosławiu. Od 1921 do 1935 z przerwami systemem pucharowym rozgrywane są Mistrzostwa Ukraińskiej SRR wśród reprezentacji miast. Wtedy najsilniejszym zespołem była drużyna Charkowa, która 8 razy zdobyła mistrzostwo. Wiosną 1936 systemem pucharowym pierwszy raz rozgrywane mistrzostwa wśród klubów. Pierwszym klubowym mistrzem Ukraińskiej SRR został Dynamo Kijów, który następnie uczestniczył tylko w rozgrywkach Mistrzostw ZSRR.
Następnie w latach 1936-1959 Mistrzostwa Ukraińskiej SRR rozgrywane wśród drużyn towarzystw sportowych pomiędzy ukraińskimi zespołami, które nie uczestniczyły w rozgrywkach Mistrzostw ZSRR.
Od 1960 Mistrzem Ukraińskiej SRR uznawano drużynę, która zwyciężyła w Klasie B, strefie ukraińskiej, a od 1963 w Klasie B, strefie ukraińskiej Mistrzostw ZSRR. W 1970 ukraińskie zespoły walczyli o mistrzostwo w Drugiej Grupie A, strefie 1.
W latach 1971-1991 również Mistrzem Ukraińskiej SRR zostawał klub, który zwyciężał w Drugiej Ligie, strefie ukraińskiej Mistrzostw ZSRR. W 1990 i 1991 ukraińskie zespoły występowały w dwóch grupach, dlatego było dwóch mistrzów.
24 sierpnia 1991 – po puczu Janajewa Ukraina ogłosiła niepodległość, która została formalnie uznana dopiero 16 grudnia 1991 roku.
Po założeniu ukraińskiej federacji piłkarskiej – FFU w 1991 roku, rozpoczął się proces zorganizowania pierwszych oficjalnych rozgrywek o mistrzostwo Ukrainy. Wiosną 1992 startowała pierwsza edycja rozgrywek o mistrzostwo kraju. W Wyższej Lidze 20 drużyn walczyło dwurundowym systemem ligowym w dwóch grupach o tytuł mistrza kraju. Zwycięzcy obydwu grup spotkały się w meczu finałowym o pierwsze mistrzostwo Ukrainy. Od następnego sezonu mistrzostwa rozgrywane systemem jesień – wiosna. Od sezonu 1992/93 w rozgrywkach Wyższej Ligi uczestniczy 16 drużyn. Tylko w sezonach 1993/94, 1994/95, 1995/96 walczyło 18 drużyn, a w sezonach 2000/01, 2001/02 – 14 drużyn.
Do 1996 roku rozgrywki ligowe organizowała Federacja Piłki Nożnej Ukrainy (FFU) a później Profesjonalna Piłkarska Liga (PFL). 15 kwietnia 2008 utworzono zawodową ligę piłkarską na Ukrainie (UFPL - Ukraińska Piłkarska Premier-liha), która przejęła organizację rozgrywek w najwyższej klasie ukraińskiej. Rozgrywki zawodowej Premier-liha zainaugurowano w sezonie 2008/09.

## Mistrzowie i pozostali medaliści
Nieoficjalne

### Mistrzostwa Ukraińskiej SRR (1921-1991)
| Sezon | K | K | T | Mistrz                            | Wicemistrz                             | III miejsce                                                        | Br. | Król strzelców                                                                 | Uwagi                                                                            |
| Mistrzostwa Ukraińskiej SRR (ukr. Чемпіонат УРСР з футболу)                                                                            |   |   |   |                                   |                                        |                                                                    |     |                                                                                |                                                                                  |
| 1921 |   |   | 1 | Charków                           | Odessa                                 | Mikołajów, Taganrog (półfinaliści)                                 | ?   | ?                                                                              | 8 drużyn                                                                         |
| 1922 |   |   | 2 | Charków                           | Odessa                                 | Kijów, Mikołajów (półfinaliści)                                    | ?   | ?                                                                              | 8 drużyn                                                                         |
| 1923 |   |   | 3 | Charków                           | Juzowka                                | Drużkiwka                                                          | ?   | ?                                                                              | 12 drużyn                                                                        |
| 1924 |   |   | 4 | Charków                           | Odessa                                 | Donbas                                                             | ?   | ?                                                                              | ? drużyn                                                                         |
| 1925 |   |   |   |                                   |                                        |                                                                    |     |                                                                                | nie rozgrywano z powodu prześladowania „nieproletariackiego sportu piłki nożnej” |
| 1926 |   |   |   |                                   |                                        |                                                                    |     |                                                                                | nie rozgrywano z powodu prześladowania „nieproletariackiego sportu piłki nożnej” |
| 1927 |   |   | 5 | Charków                           | Mikołajów                              | Odessa                                                             | ?   | ?                                                                              | 41 drużyn                                                                        |
| 1928 |   |   | 6 | Charków                           | Gorłówka                               | Mikołajów                                                          | ?   | ?                                                                              | 30 drużyn                                                                        |
| 1929 |   |   |   |                                   |                                        |                                                                    |     |                                                                                | nie rozgrywano z powodu prześladowania „nieproletariackiego sportu piłki nożnej” |
| 1930 |   |   |   |                                   |                                        |                                                                    |     |                                                                                | nie rozgrywano z powodu prześladowania „nieproletariackiego sportu piłki nożnej” |
| 1931 |   |   | 1 | Kijów                             | Charków                                | Kadijewka, Mikołajów (półfinaliści)                                | ?   | ?                                                                              | 8 drużyn                                                                         |
| 1932 |   |   | 7 | Charków                           | Donbas                                 | Dniepropetrowsk                                                    | ?   | ?                                                                              | 8 drużyn                                                                         |
| 1933 |   |   |   |                                   |                                        |                                                                    |     |                                                                                | nie rozgrywano z powodu wielkiego głodu                                          |
| 1934 |   |   | 8 | Charków                           | Kijów                                  | Winnica, Odessa (półfinaliści)                                     | ?   | ?                                                                              | 8 drużyn                                                                         |
| 1935 |   |   | 1 | Dniepropetrowsk                   | Kijów                                  | Charków                                                            | ?   | ?                                                                              | 5 (21) drużyn                                                                    |
| Mistrzostwa Ukraińskiej SRR wśród drużyn pokazowych (ukr. Першість УСРР серед показових команд)                                        |   |   |   |                                   |                                        |                                                                    |     |                                                                                |                                                                                  |
| 1936 (w) |   |   | 1 | Dynamo Kijów                      | Dynamo Odessa                          | Łokomotyw Kijów, Zawod im. Lenina Dniepropetrowsk (półfinaliści)   | ?   | ?                                                                              | 8 klubów                                                                         |
| Mistrzostwa Ukraińskiej SRR wśród drużyn kultury fizycznej (ukr. Першість УСРР серед колективів фізкультури)                           |   |   |   |                                   |                                        |                                                                    |     |                                                                                |                                                                                  |
| 1936 (j) |   |   | 1 | Zawod im. Ordżonikidze Kramatorsk | Zawod im. Pietrowskogo Dniepropetrowsk | UDKA Kijów                                                         | ?   | ?                                                                              | 36 klubów                                                                        |
| Mistrzostwa Ukraińskiej SRR wśród drużyn towarzystw sportowych i związków (ukr. Чемпіонат УРСР серед команд спорттовариств і відомств) |   |   |   |                                   |                                        |                                                                    |     |                                                                                |                                                                                  |
| 1937 |   |   | 1 | Spartak Dniepropetrowsk           | Zenit Stalino                          | Stalineć Charków                                                   | ?   | ?                                                                              | 45 klubów,6 grup+play-off                                                        |
| 1938 |   |   | 1 | Dzerżyneć Woroszyłowgrad          | Stal Dnieprodzierżyńsk                 | Dynamo Mikołajów                                                   | ?   | ?                                                                              | 49 klubów, 3 grupy ligowe                                                        |
| 1939 |   |   | 1 | Łokomotyw Zaporoże                | Charczowyk Odessa                      | Łokomotyw Piwdnia Charków                                          | ?   | ?                                                                              | 21 klubów, 3 grupy ligowe                                                        |
| 1940 |   |   | 2 | Łokomotyw Zaporoże                | Awanhard Kramatorsk                    | Stachanoweć Ordżonikidze                                           | ?   | ?                                                                              | 19 klubów, 3 grupy ligowe                                                        |
| 1941–1945 |   |   |   |                                   |                                        |                                                                    |     |                                                                                | nie rozgrywano z powodu II wojny światowej                                       |
| 1946 |   |   | 1 | Spartak Użhorod                   | BO Kijów                               | Dzerżyneć Charków                                                  | ?   | ?                                                                              | 36 klubów, 4 grupy+finał                                                         |
| 1947 |   |   | 1 | Bilszowyk Mukaczewo               | Awanhard Kramatorsk                    | Łokomotyw Kijów                                                    | ?   | ?                                                                              | 26 klubów, 6 grup+finał                                                          |
| 1948 |   |   | 1 | Torpedo Odessa                    | Stal Konstantynówka                    | Dynamo Użhorod, wojskowa jedn.25750 Kijów (2.miejsce w grupach)    | ?   | ?                                                                              | 85 klubów, 10 grup+finał                                                         |
| 1949 |   |   | 1 | BO Kijów                          | Metałurh Dnieprodzierżyńsk             | Metałurh Konstantynówka, Spartak Stanisławów (2.miejsce w grupach) | ?   | ?                                                                              | 91 klubów, 10 grup+finał                                                         |
| 1950 |   |   | 2 | Spartak Użhorod                   | Trudowi Rezerwy Woroszyłowgrad         | BO Kijów                                                           | ?   | ?                                                                              | 40 klubów, 4 grupy+finał                                                         |
| 1951 |   |   | 2 | BO Kijów                          | BO Lwów                                | Maszynobudiwnyk Kijów                                              | ?   | ?                                                                              | 50+1 klubów, 11 grup+finał                                                       |
| 1952 |   |   | 1 | Metałurh Zaporoże                 | Czerwonyj Prapor Mikołajów             | Iskra Mukaczewo                                                    | ?   | ?                                                                              | 48 klubów, 8 grup+finał                                                          |
| 1953 |   |   | 3 | Spartak Użhorod                   | Spartak Chersoń                        | Torpedo Charków                                                    | ?   | ?                                                                              | 30 klubów, 5 grup+finał                                                          |
| 1954 |   |   | 1 | Zenit Kijów                       | Spartak Stanisławów                    | Budiwelnyk Mikołajów                                               | ?   | ?                                                                              | 42 kluby, 7 grup+finał                                                           |
| 1955 |   |   | 1 | Spartak Stanisławów               | Spartak Chersoń                        | Torpedo Kirowohrad                                                 | ?   | ?                                                                              | 48 klubów, 6 grup+finał                                                          |
| 1956 |   |   | 1 | Szachtar Stachanow                | Maszynobudiwnyk Kijów                  | OBO Odessa                                                         | ?   | ?                                                                              | 55 klubów, 7 grup+finał                                                          |
| 1957 |   |   | 1 | SKWO Odessa                       | Łokomotyw Artiomowsk                   | Maszynobudiwnyk Kijów                                              | ?   | ?                                                                              | 56 klubów, 9 grup+finał                                                          |
| 1958 |   |   | 2 | Maszynobudiwnyk Kijów             | Metałurh Nikopol                       | Naftowyk Drohobycz                                                 | ?   | ?                                                                              | 80 klubów, 10 grup+finał                                                         |
| 1959 |   |   | 1 | Awanhard Żółte Wody               | Torpedo Charków                        | SKWO Odessa                                                        | ?   | ?                                                                              | 80 klubów, 10 grup+finał                                                         |
| strefa ukraińska Klasy B Mistrzostw ZSRR (ukr. українська зона класу «Б» чемпіонату СРСР)                                              |   |   |   |                                   |                                        |                                                                    |     |                                                                                |                                                                                  |
| 1960 |   |   | 2 | Metałurh Zaporoże                 | Sudnobudiwnyk Mikołajów                | Łokomotyw Winnica SKA Odessa                                       | ?   | ?                                                                              | 36 klubów, 2 grupy+finał                                                         |
| 1961 |   |   | 1 | Czornomoreć Odessa                | SKA Odessa                             | Łokomotyw Winnica                                                  | ?   | ?                                                                              | 37 klubów, 2 grupy+finał                                                         |
| 1962 |   |   | 2 | Trudowi Rezerwy Woroszyłowgrad    | Czornomoreć Odessa                     | Awanhard Symferopol                                                | ?   | ?                                                                              | 39 klubów, 3 grupy+3 finały                                                      |
| 1963 |   |   | 2 | SKA Odessa                        | Łokomotyw Winnica                      | Azowstal Żdanow                                                    | ?   | ?                                                                              | 40 klubów, 2 grupy+stykowe                                                       |
| 1964 |   |   | 1 | Łokomotyw Winnica                 | SKA Kijów                              | Polissia Żytomierz                                                 | ?   | ?                                                                              | 48 klubów, 3 grupy+7 finałów                                                     |
| 1965 |   |   | 1 | SKA Lwów                          | SKA Kijów                              | Awanhard Żółte Wody                                                | ?   | ?                                                                              | 49 klubów, 3 grupy+7 finałów                                                     |
| 1966 |   |   | 2 | Awanhard Żółte Wody               | Dynamo Chmielnicki                     | Łokomotyw Chersoń                                                  | ?   | ?                                                                              | 40 klubów, 2 grupy+stykowe                                                       |
| 1967 |   |   | 1 | Awtomobilist Żytomierz            | Chimik Siewierodonieck                 | Dnipro Krzemieńczuk                                                | ?   | ?                                                                              | 42 kluby, 2 grupy+finał                                                          |
| 1968 |   |   | 1 | Awanhard Tarnopol                 | Bukowyna Czerniowce                    | Szachtar Kadijewka                                                 | ?   | ?                                                                              | 43 kluby, 2 grupy+finał                                                          |
| 1969 |   |   | 2 | Spartak Iwano-Frankowsk           | Szachtar Gorłówka                      | Spartak Sumy                                                       | ?   | ?                                                                              | 42 kluby, 2 grupy+finał                                                          |
| strefa ukraińska grupy II Klasy A Mistrzostw ZSRR (ukr. українська зона другої групи класу «А» чемпіонату СРСР)                        |   |   |   |                                   |                                        |                                                                    |     |                                                                                |                                                                                  |
| 1970 |   |   | 3 | Metałurh Zaporoże                 | Tawrija Symferopol                     | Awtomobilist Żytomierz                                             | ?   | ?                                                                              | 22 kluby                                                                         |
| strefa ukraińska II Ligi Mistrzostw ZSRR (ukr. українська зона другої ліги чемпіонату СРСР)                                            |   |   |   |                                   |                                        |                                                                    |     |                                                                                |                                                                                  |
| 1971 |   |   | 1 | Krywbas Krzywy Róg                | Sudnobudiwnyk Mikołajów                | Awtomobilist Żytomierz                                             | 21  | Stanisław Wowk (Krywbas Krzywy Róg)                                            | 26 klubów                                                                        |
| 1972 |   |   | 3 | Spartak Iwano-Frankowsk           | Howerła Użhorod                        | Tawrija Symferopol                                                 | 24  | Wiktor Bajguzow (Szachtar Kadijewka)                                           | 24 kluby                                                                         |
| 1973 |   |   | 1 | Tawrija Symferopol                | Awtomobilist Żytomierz                 | Sudnobudiwnyk Mikołajów                                            | 28  | Mykoła Rusyn (Howerła Użhorod)                                                 | 23 kluby                                                                         |
| 1974 |   |   | 1 | Sudnobudiwnyk Mikołajów           | Metalist Charków                       | Krywbas Krzywy Róg                                                 | 18  | Wałentyn Dzioba (SK Czernihów)                                                 | 20 klubów                                                                        |
| 1975 |   |   | 2 | Krywbas Krzywy Róg                | Awtomobilist Żytomierz                 | SK Łuck                                                            | 15  | Serhij Zwenyhorodski (Zespół m.Tyraspola)                                      | 17 klubów                                                                        |
| 1976 |   |   | 3 | Krywbas Krzywy Róg                | Metalist Charków                       | SKA Odessa                                                         | 22  | Jurij Cymbaluk (Metalist Charków)                                              | 20 klubów                                                                        |
| 1977 |   |   | 3 | SKA Odessa                        | SKA Kijów                              | Kołos Nikopol                                                      | 20  | Mykoła Pinczuk (SKA Kijów), Serhij Szmundiak (SKA Lwów)                        | 23 kluby                                                                         |
| 1978 |   |   | 1 | Metalist Charków                  | Kołos Nikopol                          | SKA Kijów                                                          | 19  | Wołodymyr Sakałow (Bukowyna Czerniowce)                                        | 23 kluby                                                                         |
| 1979 |   |   | 1 | Kołos Nikopol                     | SKA Kijów                              | SKA Lwów                                                           | 20  | Jurij Bondarenko (Krystał Chersoń), Jewhen Derewjaha (Sudnobudiwnyk Mikołajów) | 24 kluby                                                                         |
| 1980 |   |   | 3 | SKA Kijów                         | Bukowyna Czerniowce                    | SKA Lwów                                                           | 25  | Wołodymyr Czyrkow (Awanhard Równe)                                             | 23 kluby                                                                         |
| 1981 |   |   | 4 | Krywbas Krzywy Róg                | Nywa Winnica                           | Awanhard Równe                                                     | 22  | Serhij Szewczenko (Nywa Winnica)                                               | 23 klubów                                                                        |
| 1982 |   |   | 1 | Bukowyna Czerniowce               | Desna Czernihów                        | Kołos Pawłohrad                                                    | 32  | Serhij Szewczenko (Nywa Winnica)                                               | 24 kluby                                                                         |
| 1983 |   |   | 4 | SKA Kijów                         | Kołos Pawłohrad                        | Nywa Winnica                                                       | 41  | Wiktor Nastaszewski (SKA Kijów)                                                | 26 klubów                                                                        |
| 1984 |   |   | 2 | Nywa Winnica                      | Kołos Pawłohrad                        | Sudnobudiwnyk Mikołajów                                            | 22  | Wiktor Nastaszewski (SKA Kijów)                                                | 26 klubów, 2 rundy                                                               |
| 1985 |   |   | 2 | Tawrija Symferopol                | Nywa Winnica                           | Sudnobudiwnyk Mikołajów                                            | 29  | Wołodymyr Naumenko (Tawrija Symferopol)                                        | 28 klubów, 2 rundy                                                               |
| 1986 |   |   | 3 | Zoria Woroszyłowgrad              | Tawrija Symferopol                     | SKA Kijów                                                          | 25  | Wiktor Nastaszewski (Krywbas Krzywy Róg)                                       | 28 klubów, 2 rundy                                                               |
| 1987 |   |   | 3 | Tawrija Symferopol                | Nywa Tarnopol                          | Prykarpattia Iwano-Frankowsk                                       | 30  | Wiktor Olijnyk (Bukowyna Czerniowce), Wołodymyr Szyszkow (Spartak Żytomierz)   | 27 klubów                                                                        |
| 1988 |   |   | 2 | Bukowyna Czerniowce               | Worskła Połtawa                        | SKA Kijów                                                          | 36  | Stepan Pawłow (Czajka Sewastopol)                                              | 26 klubów                                                                        |
| 1989 |   |   | 1 | Wołyń Łuck                        | Bukowyna Czerniowce                    | Nywa Tarnopol                                                      | 35  | Ihor Jaworski (Nywa Tarnopol)                                                  | 27 klubów                                                                        |
| 1990 |   |   | 3 | Bukowyna Czerniowce               | Karpaty Lwów                           | Nywa Tarnopol                                                      | 26  | Ihor Jaworski (Nywa Tarnopol)                                                  | 22 kluby, strefa zachodnia                                                       |
| 1990 |   |   | 1 | Torpedo Zaporoże                  | Sudnobudiwnyk Mikołajów                | Awanhard Równe                                                     | 20  | Serhij Morozow (Sudnobudiwnyk Mikołajów)                                       | 19 klubów, strefa 1 II Niższej Ligi                                              |
| 1991 |   |   | 1 | Karpaty Lwów                      | Zoria Woroszyłowgrad                   | Nywa Tarnopol                                                      | 22  | Ihor Jaworski (Nywa Tarnopol)                                                  | 22 kluby, strefa zachodnia                                                       |
| 1991 |   |   | 1 | Naftowyk Ochtyrka                 | Prykarpattia Iwano-Frankowsk           | Kołos Nikopol                                                      | 28  | Ihor Płotko (Kołos Nikopol)                                                    | 26 klubów, strefa 1 II Niższej Ligi                                              |

### Mistrzostwa Ukrainy
Oficjalne
| Sezon     | K | K | T  | Mistrz             | Wicemistrz             | III miejsce            | Br. | Król strzelców                                                              | Uwagi                |
| 1992      |   |   | 1  | Tawrija Symferopol | Dynamo Kijów           | Dnipro Dniepropetrowsk | 12  | Jurij Hudymenko (Tawrija Symferopol)                                        | 2 grupy po 10 klubów |
| 1992/1993 |   |   | 1  | Dynamo Kijów       | Dnipro Dniepropetrowsk | Czornomoreć Odessa     | 17  | Serhij Husiew (Czornomoreć)                                                 | 18 klubów            |
| 1993/1994 |   |   | 2  | Dynamo Kijów       | Szachtar Donieck       | Czornomoreć Odessa     | 18  | Tymerłan Husejnow (Czornomoreć)                                             | 18 klubów            |
| 1994/1995 |   |   | 3  | Dynamo Kijów       | Czornomoreć Odessa     | Dnipro Dniepropetrowsk | 21  | Arsien Awakow (Torpedo Zaporoże)                                            | 18 klubów            |
| 1995/1996 |   |   | 4  | Dynamo Kijów       | Czornomoreć Odessa     | Dnipro Dniepropetrowsk | 20  | Tymerłan Husejnow (Czornomoreć)                                             | 18 klubów            |
| 1996/1997 |   |   | 5  | Dynamo Kijów       | Szachtar Donieck       | Worskła Połtawa        | 21  | Ołeh Matwiejew (Szachtar Donieck)                                           | 16 klubów            |
| 1997/1998 |   |   | 6  | Dynamo Kijów       | Szachtar Donieck       | Karpaty Lwów           | 22  | Serhij Rebrow (Dynamo Kijów)                                                | 16 klubów            |
| 1998/1999 |   |   | 7  | Dynamo Kijów       | Szachtar Donieck       | Krywbas Krzywy Róg     | 19  | Andrij Szewczenko (Dynamo Kijów)                                            | 16 klubów            |
| 1999/2000 |   |   | 8  | Dynamo Kijów       | Szachtar Donieck       | Krywbas Krzywy Róg     | 20  | Maksim Shatskix (Dynamo Kijów)                                              | 16 klubów            |
| 2000/2001 |   |   | 9  | Dynamo Kijów       | Szachtar Donieck       | Dnipro Dniepropetrowsk | 21  | Andrij Worobiej (Szachtar Donieck)                                          | 14 klubów            |
| 2001/2002 |   |   | 1  | Szachtar Donieck   | Dynamo Kijów           | Metałurh Donieck       | 12  | Serhij Szyszczenko (Metałurh Donieck)                                       | 14 klubów            |
| 2002/2003 |   |   | 10 | Dynamo Kijów       | Szachtar Donieck       | Metałurh Donieck       | 22  | Maksim Shatskix (Dynamo Kijów)                                              | 16 klubów            |
| 2003/2004 |   |   | 11 | Dynamo Kijów       | Szachtar Donieck       | Dnipro Dniepropetrowsk | 18  | Giorgi Demetradze (Metałurh Donieck)                                        | 16 klubów            |
| 2004/2005 |   |   | 2  | Szachtar Donieck   | Dynamo Kijów           | Metałurh Donieck       | 14  | Ołeksandr Kosyrin (Czornomoreć)                                             | 16 klubów            |
| 2005/2006 |   |   | 3  | Szachtar Donieck   | Dynamo Kijów           | Czornomoreć Odessa     | 15  | Brandão (Szachtar Donieck) Emmanuel Okoduwa (Arsenał Kijów)                 | 16 klubów            |
| 2006/2007 |   |   | 12 | Dynamo Kijów       | Szachtar Donieck       | Metalist Charków       | 13  | Ołeksandr Hładky (FK Charków)                                               | 16 klubów            |
| 2007/2008 |   |   | 4  | Szachtar Donieck   | Dynamo Kijów           | Metalist Charków       | 19  | Marko Dević (Metalist Charków)                                              | 16 klubów            |
| 2008/2009 |   |   | 13 | Dynamo Kijów       | Szachtar Donieck       | Metalist Charków       | 17  | Ołeksandr Kowpak (Tawrija Symferopol)                                       | 16 klubów            |
| 2009/2010 |   |   | 5  | Szachtar Donieck   | Dynamo Kijów           | Metalist Charków       | 17  | Artem Miłewski (Dynamo Kijów)                                               | 16 klubów            |
| 2010/2011 |   |   | 6  | Szachtar Donieck   | Dynamo Kijów           | Metalist Charków       | 17  | Jewhen Sełezniow (Dnipro Dn.)                                               | 16 klubów            |
| 2011/2012 |   |   | 7  | Szachtar Donieck   | Dynamo Kijów           | Metalist Charków       | 14  | Maicon Pereira de Oliveira (Wołyń Łuck) Jewhen Sełezniow (Szachtar Donieck) | 16 klubów            |
| 2012/2013 |   |   | 8  | Szachtar Donieck   | Metalist Charków       | Dynamo Kijów           | 25  | Henrich Mychitarian (Szachtar Donieck)                                      | 16 klubów            |
| 2013/2014 |   |   | 9  | Szachtar Donieck   | Dnipro Dniepropetrowsk | Metalist Charków       | 20  | Luiz Adriano (Szachtar Donieck)                                             | 16 klubów            |
| 2014/2015 |   |   | 14 | Dynamo Kijów       | Szachtar Donieck       | Dnipro Dniepropetrowsk | 17  | Eric Bicfalvi (Wołyń Łuck) Alex Teixeira (Szachtar Donieck)                 | 14 klubów            |
| 2015/2016 |   |   | 15 | Dynamo Kijów       | Szachtar Donieck       | Dnipro Dniepropetrowsk | 22  | Alex Teixeira (Szachtar Donieck)                                            | 14 klubów            |
| 2016/2017 |   |   | 10 | Szachtar Donieck   | Dynamo Kijów           | Zoria Ługańsk          | 15  | Andrij Jarmołenko (Dynamo Kijów)                                            | 12 klubów            |
| 2017/2018 |   |   | 11 | Szachtar Donieck   | Dynamo Kijów           | Worskła Połtawa        | 21  | Facundo Ferreyra (Szachtar Donieck)                                         | 12 klubów            |
| 2018/2019 |   |   | 12 | Szachtar Donieck   | Dynamo Kijów           | FK Ołeksandrija        | 19  | Júnior Moraes (Szachtar Donieck)                                            | 12 klubów            |
| 2019/2020 |   |   | 13 | Szachtar Donieck   | Dynamo Kijów           | Zoria Ługańsk          | 20  | Júnior Moraes (Szachtar Donieck)                                            | 12 klubów            |
| 2020/2021 |   |   | 16 | Dynamo Kijów       | Szachtar Donieck       | Zoria Ługańsk          | 15  | Władysław Kułacz (Worskła Połtawa)                                          | 14 klubów            |
| 2021/2022 |   |   | -  | ---                | ---                    | ---                    | 14  | Artem Dowbyk (Dnipro-1)                                                     | 17 klubów            |
| 2022/2023 |   |   | 14 | Szachtar Donieck   | Dnipro-1               | Zoria Ługańsk          | 24  | Artem Dowbyk (Dnipro-1)                                                     | 16 klubów            |
| 2023/2024 |   |   | 15 | Szachtar Donieck   | Dynamo Kijów           | Krywbas Krzywy Róg     | 14  | Władysław Wanat (Dynamo Kijów)                                              | 16 klubów            |
| 2024/2025 |   |   | 17 | Dynamo Kijów       | FK Ołeksandrija        | Szachtar Donieck       | 17  | Władysław Wanat (Dynamo Kijów)                                              | 16 klubów            |

## Statystyka

### Klasyfikacja według klubów
W dotychczasowej historii Mistrzostw Ukrainy na podium oficjalnie stawało w sumie 13 drużyn. Liderem klasyfikacji jest Dynamo Kijów, który zdobył 17 tytułów mistrzowskich.
Stan po zakończeniu sezonu 2024/2025.
| Lp. | Klub                   | Miejsca na podium | Miejsca na podium | Miejsca na podium | Zwycięskie sezony |    |   | |
| --- | ---------------------- | ----------------- | ----------------- | ----------------- | --- | -- | - | --- |
| Lp. | Klub                   | 1.                | Dynamo Kijów      | 17                | Zwycięskie sezony | 13 | 1 | 1992/93, 1993/94, 1994/95, 1995/96, 1996/97, 1997/98, 1998/99, 1999/00, 2000/01, 2002/03, 2003/04, 2006/07, 2008/09, 2014/15, 2015/16, 2020/21, 2024/25 |
| 2.  | Szachtar Donieck       | 15                | 13                | 1                 | 2001/02, 2004/05, 2005/06, 2007/08, 2009/10, 2010/11, 2011/12, 2012/13, 2013/14, 2016/17, 2017/18, 2018/19, 2019/20, 2022/23, 2023/24 |    |   | |
| 3.  | Tawrija Symferopol     | 1                 | 0                 | 0                 | 1992 |    |   | |
| 4.  | Dnipro Dniepropetrowsk | 0                 | 2                 | 7                 | |    |   | |
| 5.  | Czornomoreć Odessa     | 0                 | 2                 | 3                 | |    |   | |
| 6.  | Metalist Charków       | 0                 | 1                 | 6                 | |    |   | |
| 7.  | FK Ołeksandrija        | 0                 | 1                 | 1                 | |    |   | |
| 8.  | Dnipro-1               | 0                 | 1                 | 0                 | |    |   | |
| 9.  | Zoria Ługańsk          | 0                 | 0                 | 4                 | |    |   | |
| 10. | Krywbas Krzywy Róg     | 0                 | 0                 | 3                 | |    |   | |
| 10. | Metałurh Donieck       | 0                 | 0                 | 3                 | |    |   | |
| 12. | Worskła Połtawa        | 0                 | 0                 | 2                 | |    |   | |
| 13. | Karpaty Lwów           | 0                 | 0                 | 1                 | |    |   | |

### Mistrzowie Ukraińskiej SRR
- 8 razy:

drużyna Charkowa
- 4 razy:

Krywbas Krzywy Róg
SKA Kijów
- 3 razy:

Bukowyna Czerniowce
Metałurh Zaporoże
SKA Odessa
Spartak Iwano-Frankowsk
Tawrija Symferopol
Zoria Woroszyłowgrad
- 2 razy:

Awanhard Żółte Wody
Łokomotyw Zaporoże
Maszynobudiwnyk Kijów
Nywa Winnica
- 1 raz:

Awanhard Tarnopol
Awtomobilist Żytomierz
Bilszowyk Mukaczewo
Czornomoreć Odessa
Dynamo Kijów
drużyna Dniepropietrowska
drużyna Kijowa
Karpaty Lwów
Kołos Nikopol
Metalist Charków
Naftowyk Ochtyrka
SKA Lwów
Spartak Dniepropetrowsk
Sudnobudiwnyk Mikołajów
Szachtar Stachanow
Torpedo Odessa
Torpedo Zaporoże
Wołyń Łuck
Zawod im. Ordżonikidze Kramatorsk

### Klasyfikacja według miast
Siedziby klubów:
Stan po zakończeniu sezonu 2024/2025.
| Miasto     | Liczba tytułów | Drużyny                |
| ---------- | -------------- | ---------------------- |
| Kijów      | 17             | Dynamo Kijów (17)      |
| Donieck    | 15             | Szachtar Donieck (15)  |
| Symferopol | 1              | Tawrija Symferopol (1) |

## Uhonorowane kluby
Po zdobyciu 10 tytułów mistrza Ukrainy zezwala się na umieszczanie na koszulce złotej gwiazdki symbolizującej liczbę wywalczonych tytułów mistrzowskich (uwzględniono również tytuł mistrza ZSRR).
Obecnie (stan na maj 2025) mistrzowskie gwiazdki ma:
- Dynamo Kijów
- Szachtar Donieck

## Uczestnicy
Są 48 zespołów, które wzięli udział w 34 sezonach Mistrzostw Ukrainy, które były prowadzone od 1992 aż do sezonu 2024/25 łącznie. Tylko Dynamo Kijów i Szachtar Donieck były zawsze obecne w każdej edycji.
Pogrubione zespoły biorące udział w sezonie 2024/25.
- 34 razy: Dynamo Kijów, Szachtar Donieck
- 29 razy: Worskła Połtawa
- 28 razy: Czornomoreć Odessa, Karpaty Lwów
- 26 razy: Dnipro Dniepropetrowsk
- 24 razy: Krywbas Krzywy Róg, Metałurh Zaporoże, Zoria Ługańsk
- 23 razy: Tawrija Symferopol
- 22 razy: FK Mariupol
- 20 razy: Metalist Charków
- 18 razy: Metałurh Donieck
- 16 razy: Wołyń Łuck
- 13 razy: FK Ołeksandrija
- 12,5 razy: Arsenał Kijów
- 10 razy: Nywa Tarnopol
- 9 razy: Howerła Użhorod
- 8 razy: Zirka Kropywnycki
- 7 razy: Olimpik Donieck, Prykarpattia Iwano-Frankowsk, Torpedo Zaporoże
- 6,5 razy: CSKA Kijów
- 6 razy: Kołos Kowaliwka, Kremiń Krzemieńczuk, FK Lwów, Obołoń Kijów, Weres Równe
- 5 razy: Nywa Winnica, Ruch Lwów, SK Dnipro-1
- 4 razy: FK Charków, Desna Czernihów, Inhułeć Petrowe, SK Mikołajów, FK Mynaj
- 3 razy: Bukowyna Czerniowce, Metalist 1925 Charków, Stal Ałczewsk, Stal Kamieńskie, Temp Szepietówka
- 2 razy: Borysfen Boryspol, ŁNZ Czerkasy, Naftowyk-Ukrnafta Ochtyrka, Obołoń Kijów (2013), Polissia Żytomierz, PFK Sewastopol
- 1 raz: Liwyj Bereh Kijów, Metalist Charków (2019), SK Odessa